# Leon Chwistek
Leon Chwistek (Cracóvia, 13 de junho de 1884 – Barvikha, Moscou, 20 de agosto de 1944) foi um matemático, pintor, teórico da arte, filósofo e poeta polonês.

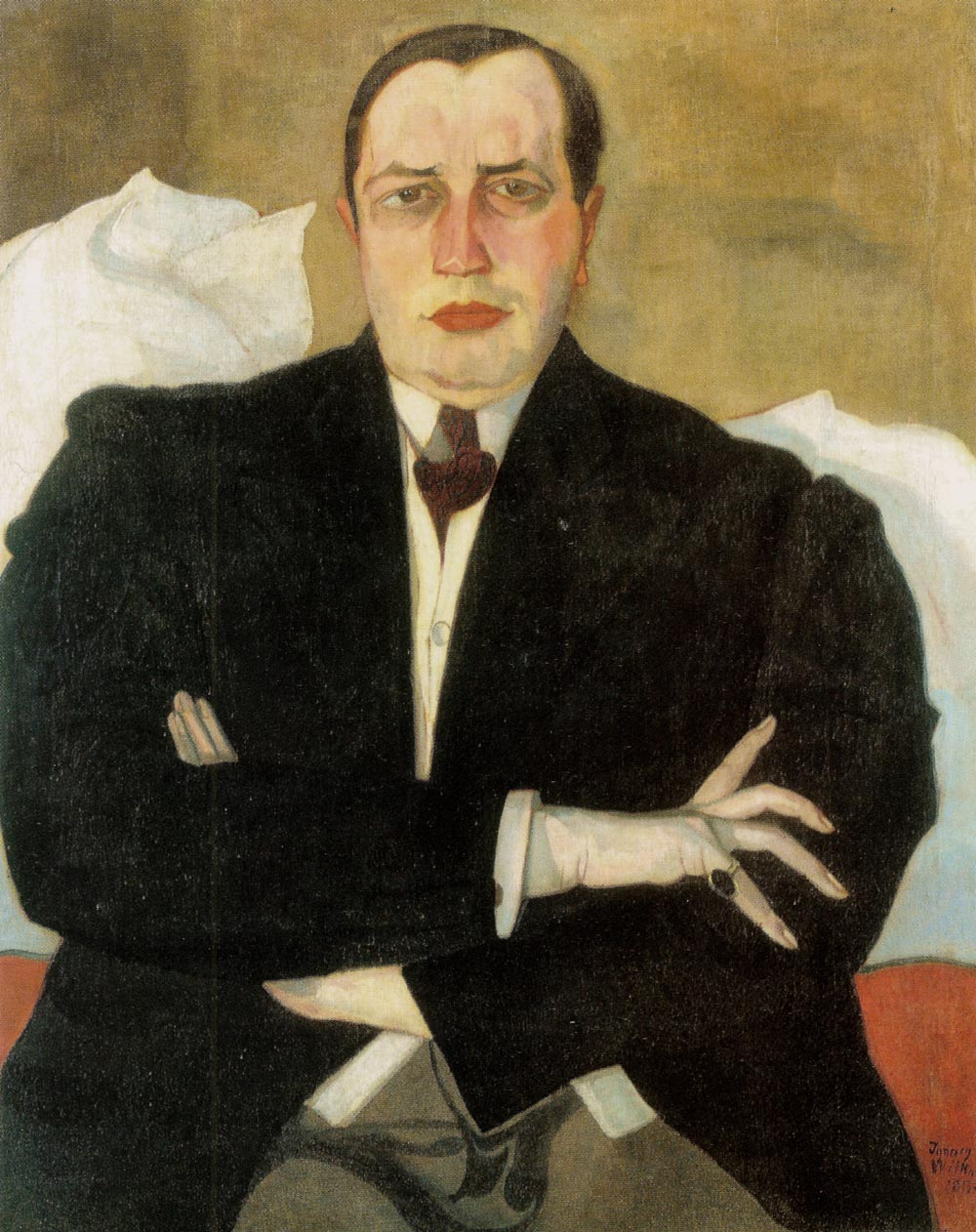
Stanisław Ignacy Witkiewicz: Retrato de Leon Chwistek, 1913

## Biografia
Chwistek, um dos grandes multitalentos do século XX, trabalhou durante 20 anos, de 1906 a 1926 como professor ginasial em Cracóvia, carreira que foi interrompida durante seu serviço militar nas Legiões Polonesas durante a Primeira Guerra Mundial. Estudou na Academia de Belas Artes de Cracóvia, tendo paralelamente estudado matemática e filosofia na Universidade Jaguelônica, onde obteve um doutorado. Também foi aluno de David Hilbert em Göttingen e de Henri Poincaré em Paris. A partir de 1922 foi docente de matemática na Universidade Jaguelônica e de 1930 ba 1941 catedrático de lógica matemática na Universidade de Leópolis, onde em sua inscrição concorreu com Alfred Tarski e saiu vencedor. Foi auxiliado nesta disputa por Bertrand Russell, Stefan Banach e Hugo Steinhaus (que era seu sogro). Pouco antes da marcha dos alemães na cidade em junho de 1941 fugiu comas tropas soviéticas para o leste e estabeleceu-se nos dois anos seguintes em Tbilisi, onde lecionou análise matemática. Em 1944 morreu próximo a Moscou.

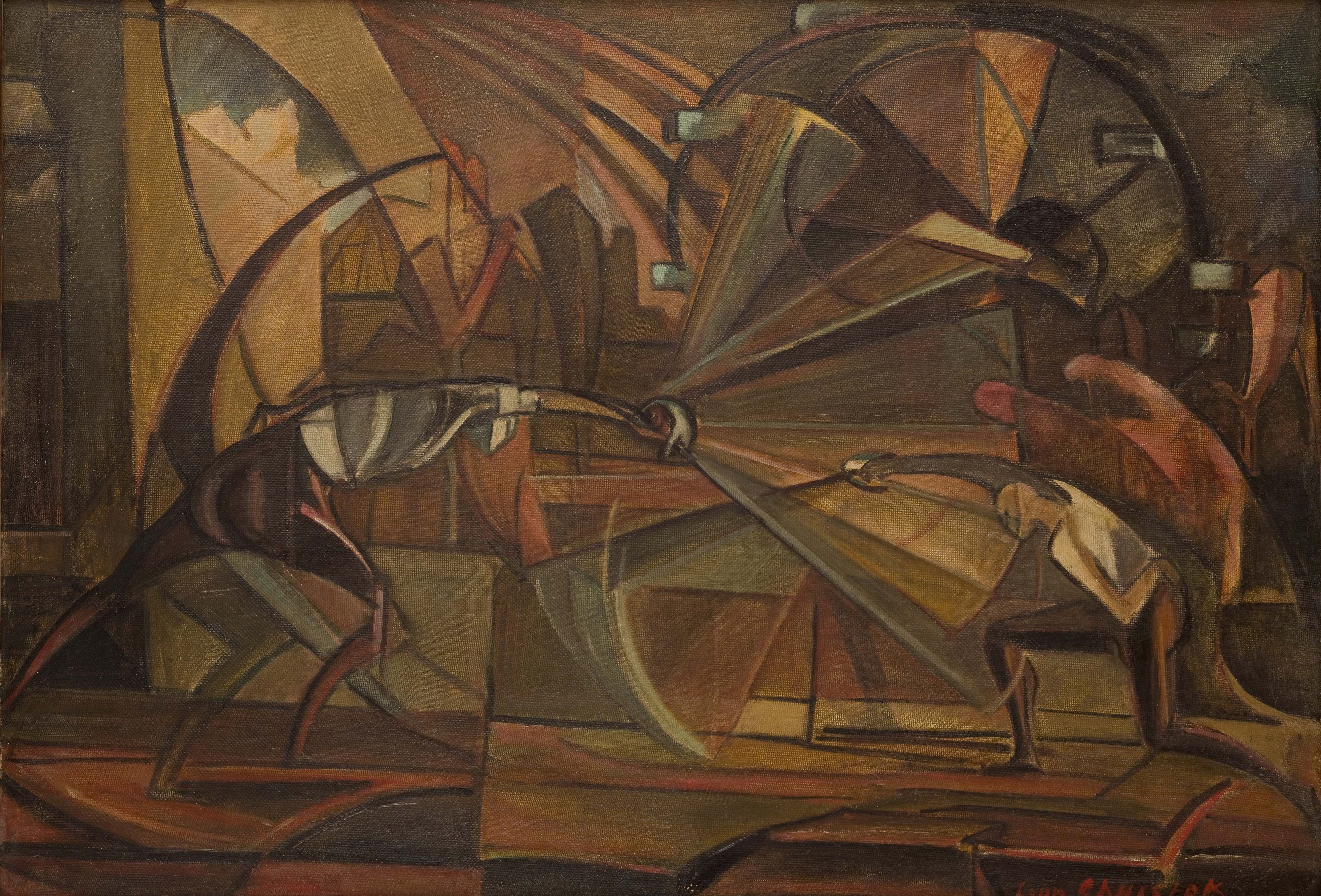
Fechten 1919
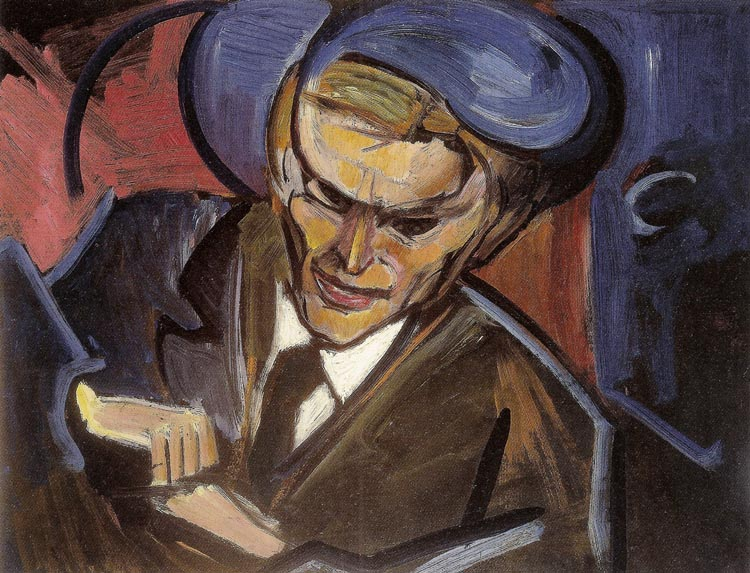
Porträt Tytus Czyżewski 1920
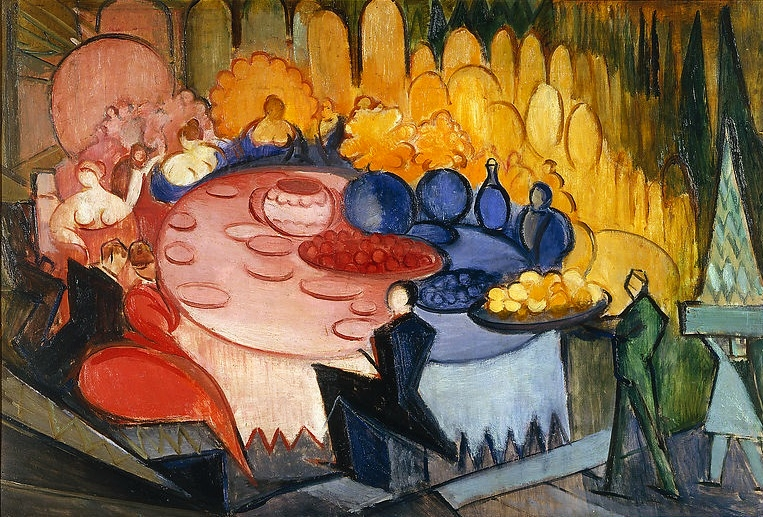
Gelage 1925
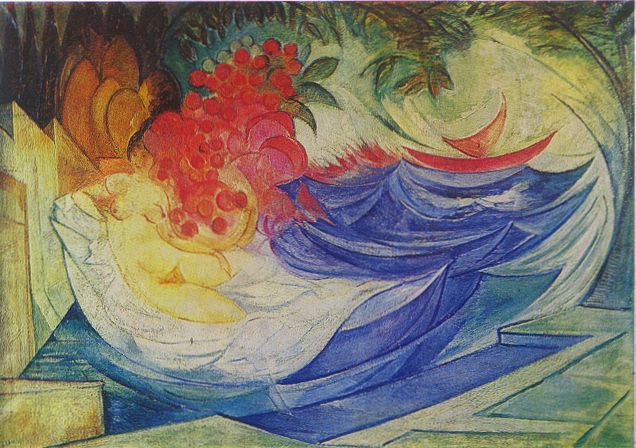
Venus 1928
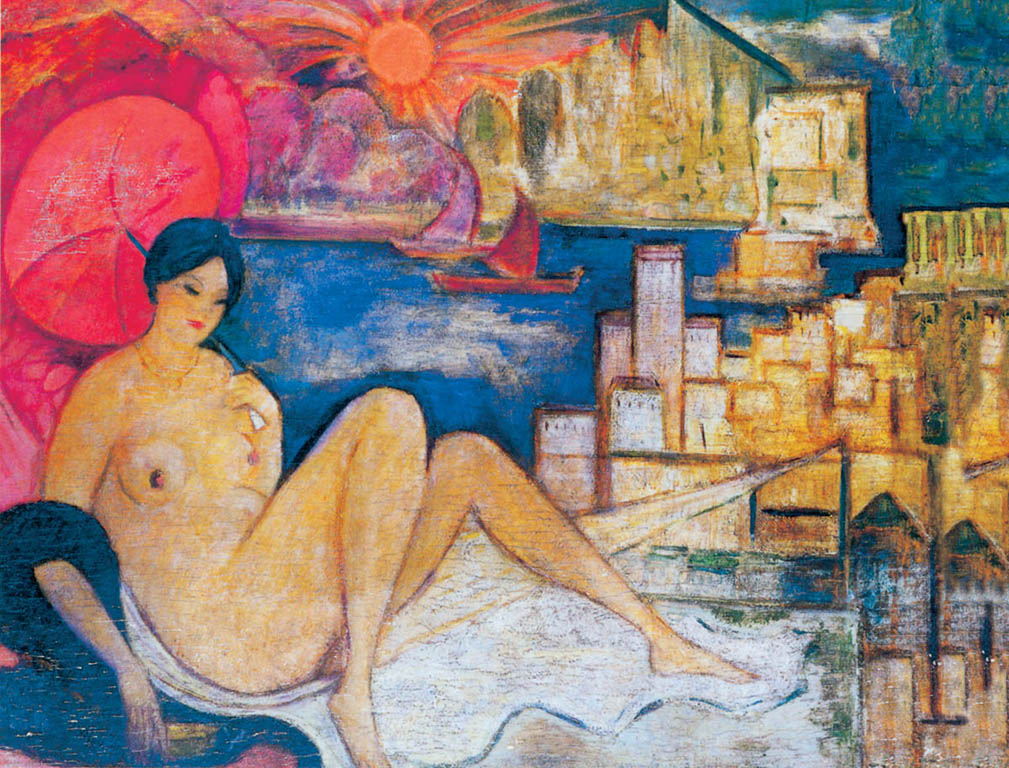
Frauenakt 1939

## Publicações
- Wielość rzeczywistości w sztuce (Vielheit der Realität in der Kunst), 1918.
- The Theory of Constructive Types. 1923
- Zagadnienia kultury duchowej w Polsce (Probleme der geistigen Kultur in Polen), 1933.
- The limits of science: outline of logic and of the methodology of the exact sciences. New York 1948 (polnisch: Granice nauki. 1935).